# Смерть Элейн Херцберг
Первым человеком, погибшем от беспилотного автомобиля, стала Элейн Херцберг (1968—2018). Она была сбита в марте 2018 года в городе Темпе, штат Аризона, автомобилем Uber на базе внедорожника Volvo XC90. В салоне на момент происшествия находился водитель, но транспортное средство функционировало в режиме автопилота. Херцберг пересекала автостраду в неположенном месте в условиях плохой освещённости, при этом толкая велосипед перед собой и не смотря на дорогу.

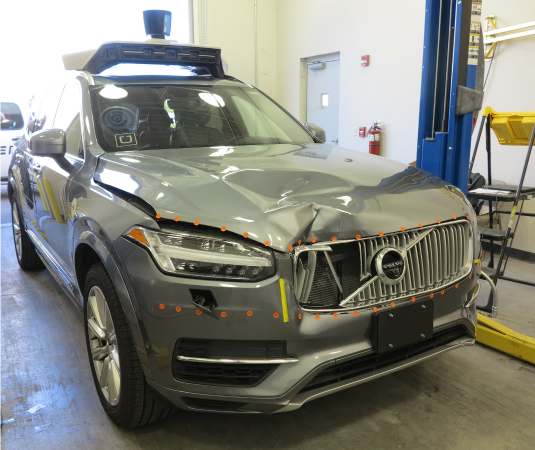
Беспилотный автомобиль Uber Volvo XC90, совершивший наезд. Видна вмятина от столкновения.

Предварительное расследование показало, что автомобиль распознал препятствие (сначала как неопознанный объект, потом как велосипедиста и затем как автомобиль), но не предпринял никаких действий, так как в программное обеспечение был заложен слишком высокий порог распознавания опасных объектов, с целью отсеивания ложноположительных срабатываний. Позднее из отчёта национального совета по безопасности на транспорте США стало известно, что за 1,3 секунды до столкновения машина смогла определить, что необходимо использовать аварийные тормоза, однако сделать этого не удалось — данная система была отключена инженерами Uber’а с целью избежать конфликтов управления. При этом водитель, который сидел в автомобиле на случай непредвиденных ситуаций, отвлёкся от дороги (запустил в смартфоне сервис Hulu) и нажал на педаль тормоза уже после столкновения.